# Fredi Bröker

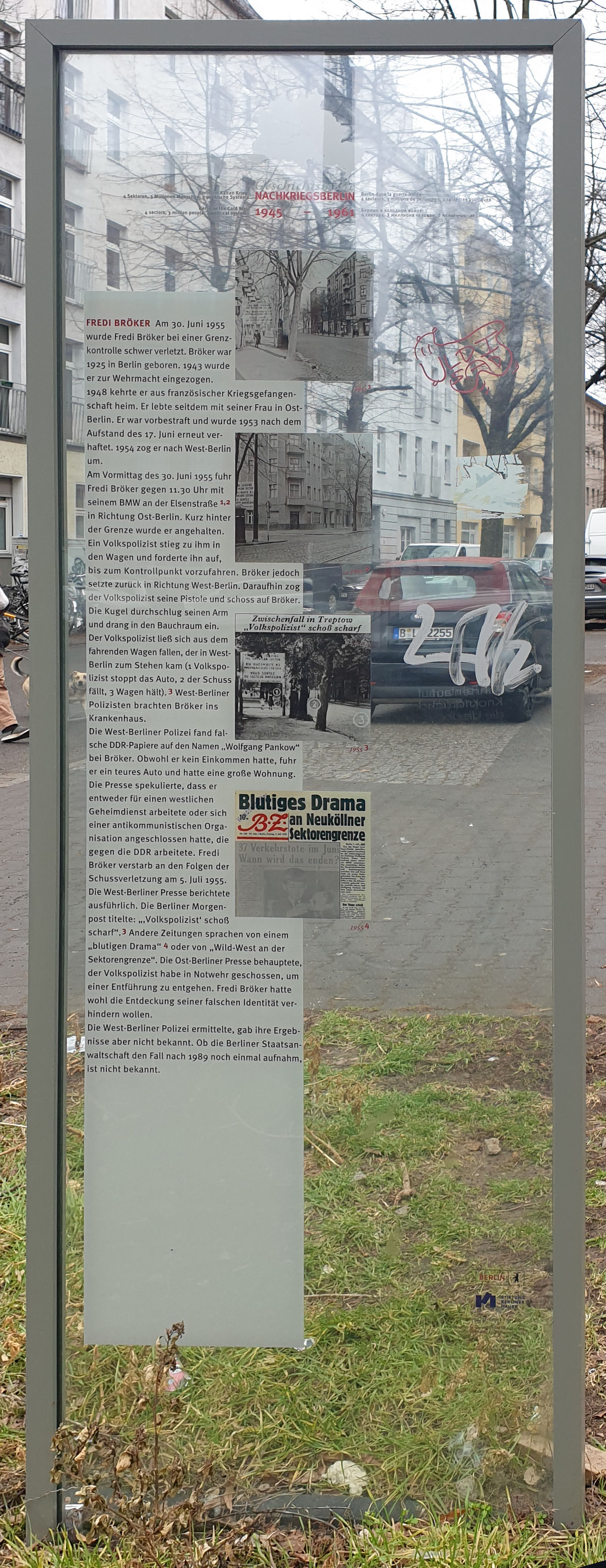
Gedenktafel in Berlin-Alt-Treptow

Fredi Bröker (* 12. November 1925 in Berlin; † 5. Juli 1955 in Berlin) ist ein Todesopfer des DDR-Grenzregimes vor dem Bau der Berliner Mauer. Er wurde bei einer Grenzkontrolle am 30. Juni 1955 von Ost-Berliner Volkspolizisten angeschossen und starb an seinen Verletzungen.

## Leben
Fredi Bröker wurde in Berlin-Lichtenberg geboren. Im selben Bezirk besuchte er die Schule. Danach machte er eine Lehre als Schornsteinfeger. Bröker diente im Krieg, als 18-jähriger eingezogen, von 1943 bis 1945 bei den Panzertruppen. Er wurde im Januar 1948 aus französischer Kriegsgefangenschaft entlassen. Danach arbeitete er als Steinträger und Dachdecker in Ost-Berlin. Im März 1953 wurde ihm, nachdem er wegen Urkundenfälschung verurteilt worden war, als Bewährungsauflage eine Stelle beim VEB Schering in Adlershof zugewiesen. Bröker wohnte wieder in Lichtenberg und war verheiratet. Am 17. Juni 1953 wurde er im Zusammenhang mit dem Aufstand verhaftet und für zwei Wochen inhaftiert. Im November 1954 kündigte er bei Schering und zog nach West-Berlin. In der DDR galt er seither als republikflüchtig.
Vermutlich schloss er sich in West-Berlin entweder einer antikommunistischen Organisation an oder arbeitete für einen westlichen Geheimdienst. Er besaß Papiere auf den Namen "Wolfgang Pankow" und war unter dieser Identität im Bezirk Schöneberg gemeldet. Obwohl er keine regelmäßige Arbeit hatte, lebte er recht luxuriös und besaß ein großes Auto. Seine Wohnung teilte er mit mehreren Freunden. Einer von ihnen, Heinz Vetter, soll in der DDR zu fünf Jahren Zuchthaus verurteilt worden sein. Die Polizei fand später in der Wohnung mehrere Nummernschilder und Apparate aus einem Fotolabor. Sie beschlagnahmte mehrere Kartons, über deren Inhalt die Presse nichts erfuhr.

### Todesumstände
Am 30. Juni 1955 gegen 11:30 Uhr fuhr Bröker bzw. "Wolfgang Pankow" mit seinem BMW an der Elsenstraße die Sektorengrenze in Richtung Ost-Berlin. Nach etwa hundert Metern hielt ihn ein Volkspolizist an und verlangte seine Papiere. Der Volkspolizist stieg an der Beifahrerseite zu ihm in den Wagen und wies Pankow an, bis zum Kontrollposten vorzufahren. Stattdessen legte Pankow den Rückwärtsgang ein und versuchte, West-Berliner Gebiet zu erreichen. Kurz vor der Sektorengrenze schoss der Polizist auf den neben ihm sitzenden Pankow. Die Kugel durchschlug dessen Arm und drang in den Bauch ein. Der Polizist ließ sich aus dem fahrenden Auto fallen und lief zurück. Mit letzter Kraft gelang es dem schwerverletzten Pankow, seinen Wagen in den Westsektor zu steuern. West-Berliner Polizisten ließen den Verletzten ins Krankenhaus Neukölln bringen. Dort starb er mehrere Tage später an seinen Verletzungen.
Weil der Vorfall von West-Berlin aus beobachtet worden war, der Schusswaffeneinsatz an den Berliner Grenzen seltener wurde und die West-Berliner Polizei schnell herausfand, dass "Wolfgang Pankow" eine falsche Identität war, berichtete die West-Berliner Presse breit. Die West-Berliner Zeitung Der Tag brachte die Geschichte unter dem Titel "Wild-West an der Sektorengrenze" auf ihrer ersten Seite. Die Ost-Berliner Presse behauptete, Bröker habe versucht, den Volkspolizisten zu entführen. Es handele sich, so spekulierten die Zeitungen, um eine sorgfältig geplante Provokation zum zehnten Jahrestag der Gründung der Volkspolizei.
Die Ost-Berliner Polizei ermittelte im Todesfall, aber ihre Ergebnisse sind nicht bekannt. Ob die Berliner Staatsanwaltschaft seinen Fall nach 1989 noch einmal aufrollte, ist ebenfalls nicht bekannt.